# Autoridade cognitiva
A preocupação que bibliotecários e cientistas da informação possuem sobre a diferença entre informação verdadeira e a falsa informação (mis-information) não é recente e tampouco atrelada apenas às questões digitais. Nesse sentido existem alguns conceitos e ações realizadas por esses profissionais e cientistas para criar padrões de verificação e de julgamento avaliativo. E um deles é a autoridade cognitiva.
A autoridade cognitiva (também conhecida como autoridade epistêmica) é um termo utilizado nos estudos da Ciência da Informação, principalmente na área de teoria da informação, da epistemologia da informação e da Biblioteconomia. 
O texto que se torna o ponto de partida para os estudos sobre autoridade cognitiva é o livro intitulado Second Hand Knowledge: an inquiry into cognitive authority, do bibliotecário e cientista da informação Patrick Wilson, publicado pela primeira vez em 1983. Nessa obra o autor explica que existem duas maneiras para a aquisição de conhecimento, a primeira é a nossa experiência numa situação cotidiana e a outra é o conhecimento de segunda-mão, através da experiência de outra pessoa. 
Um ponto necessário a salientar em Wilson (1983) é que a autoridade cognitiva não é diretamente atrelada a autoridade administrativa. A autoridade administrativa significa que o sujeito possui um cargo que lhe outorga um poder, porém não lhe atribui reconhecimento natural ou espontâneo de outros sujeitos sobre seus saberes epistêmicos. Patrick Wilson atribui algumas premissas para o conceito de autoridade cognitiva, um relacionamento entre duas pessoas, o reconhecimento de uma autoridade pelo outro, atribuição social de competência; tem a ver com o grau ou formação de quem se atribui autoridade, é relativo as esferas de interesse do usuário e é considerado um critério de fonte de informação. 
Para explicar as premissas acima pense num médico oncologista. Ele não será considerado uma autoridade em outros campos de conhecimento, ainda que lhe seja atribuído pela comunidade de pares na oncologia, pacientes e pela mídia uma autoridade cognitiva no seu domínio de conhecimento. Se for um profissional que atua no Brasil e não publica em revistas internacionais, sua esfera de reconhecimento epistêmico será restrito a comunidade brasileira e a alguns outros que leem português ou sejam cuidados no hospital em que atua. 
Além dos indivíduos, a autoridade cognitiva também pode ser atribuída a uma instituição chamando-a de autoridade institucional. Como exemplo aponta os livros, instrumentos, organizações e instituições. Livros religiosos possuem revelações sobrenaturais vistas como infalíveis para leitores convertidos. Os dicionários são exemplos de autoridades em questão de ortografia, pronúncia, e significado. Programas de televisão, noticiários e revistas são produzidos por organizações. E por fim, relógios, termômetros e barômetros são instrumentos de peso para opiniões a respeito de avaliações. (Wilson, 1983, 81). 
Para além dos registros de produção de conhecimentos, a opinião de autoridades cognitivas podem arbitrar em situações de disputas epistêmicas e influenciar comunidades.
Nos últimos anos a literatura na Ciência da Informação ampliou o conceito de autoridade cognitiva a partir das novas relações humanas com os recursos digitais e a desordem informacional, como a desinformação (desinformation), falsa informação (mis-information), a informação maliciosa (mal-information) e as notícias falsas (fake news)
Maria Nélida González de Gómez apresentou em 2007 o conceito de autoridade epistêmica distribuída para o uso de produção de conhecimento nas redes digitais. E nos últimos anos um cientista chamado Froenlich desdobrou o termo em autoridades cognitivas genuínas, que apresenta elementos de verdade e veracidade na produção de conhecimento e o termo pseudo autoridade cognitiva, cujo apontamentos possuem recursos primitivos para promover o medo, o terrorismo, o preconceito e falsas informações.
1. ↑  a. Autoridade cognitiva requer um relacionamento que envolve pelo menos duas pessoas; a autoridade de alguém é reconhecida por aquele indivíduo, o constitui num especialista, embora outra pessoa possa não reconhecer como tal; logo, é uma atribuição social de competência;

b. Autoridade cognitiva é uma questão de [grau e/ou] formação (degree), podendo-se ter muito ou pouco sobre o assunto.

c. Autoridade cognitiva é relativa à esfera de interesse e experiência de um indivíduo, em algumas questões pode-se falar com autoridade, enquanto em outras situações pode não ter autoridade alguma;

d. Autoridade cognitiva implica o exercício de um tipo de influência, que não está relacionada a autoridade administrativa;

e. Autoridades cognitivas são aquelas consideradas fontes credíveis de informação (Wilson 1983, 13-15 apud Figueiredo e González de Gómez, 2011)

1. ↑  Figueiredo, Márcia Feijão de; González de Gómez, Maria Nélida (2011). «Relações ou "semelhanças de família" em critérios utilizados para julgamentos de informações na web.». Ancib, Brasília, DF. XII ENANCIB - Encontro Nacional de Pesquisa em Ciência da Informação (XII). Consultado em 2024 Verifique data em: |acessodata= (ajuda)
2. ↑  González de Gomez, Maria Nélida (2007). «Novas configurações do conhecimento e validade da informação.». VIII ENANCIB - Encontro Nacional de Pesquisa em Ciência da Informação, 28 a 31 de outubro de 2007, Salvador, Bahia, 2007. Anais eletrônicos ... Consultado em 2024 Verifique data em: |acessodata= (ajuda)
3. ↑  FROEHLICH, Thomas. The role of pseudo-cognitive authorities and self-deception in the dissemination of fake news. Open Information Science online, v. 3, n. 1, p.  115-136, 2019.